# 1946年臺灣
|        | 臺灣歷史 \| 台灣歷史年表 |
| 世纪： | 19世纪臺灣 \| 20世纪臺灣 \| 21世纪臺灣 |
| 年代： | 1910年代臺灣 \| 1920年代臺灣 \| 1930年代臺灣 \| 1940年代臺灣 \| 1950年代臺灣 \| 1960年代臺灣 \| 1970年代臺灣                                           |
| 年份： | 1941年臺灣 \| 1942年臺灣 \| 1943年臺灣 \| 1944年臺灣 \| 1945年臺灣 \| 1946年臺灣 \| 1947年臺灣 \| 1948年臺灣 \| 1949年臺灣 \| 1950年臺灣 \| 1951年臺灣 |
| 纪年： | 丙戌年（狗年）、中華民國35年 |

## 政府

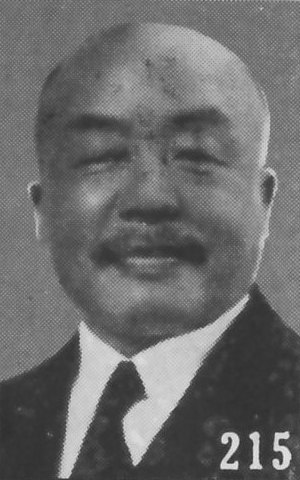
臺灣省行政長官：陳儀

## 大事記

### 1月
- 1月5日：左營海軍陸戰隊士兵撞倒孩童，與民眾爭吵，另有福州籍市民站在士兵一方，最終雙方械鬥，海軍團部派來壓制混亂的士兵放槍射擊造成一人死亡多人受傷。事後海軍臺澎要港司令部發給死者家屬撫恤金一萬元、埋葬費三千元、全部醫藥費，造成死亡的士兵判處死刑，於同年5月28日槍決，其他肇事官兵亦受相當處分。[1]:44-45[2][3][4][5]。
- 1月13日：上海駛往臺灣之「復興號」客輪基隆附近淡水鎮2公里處遭遇狂風險浪，駕駛失靈，機房進水，下午5時許船身破裂，乘客60名跳水逃生，均遭滅頂[6]:7955。
- 1月20日：在瑞芳舉行「瑞芳街七十二烈士」追悼大會，紀念因瑞芳事件遇難的李建興等人[7]。

### 3月
- 3月10日：淡水鎮革命先烈追悼籌備會在淡水戲院舉行臺北二中學生雷燦南的追悼會[7]。

### 4月
- 4月7日：由臺灣民眾協會改組的臺灣政治建設協會成立[8]。
- 4月13日：臺灣官兵善後聯絡部解散[9]:272。

### 5月
- 5月1日：臺灣省參議會成立[10]
- 5月20日：株式會社臺灣銀行在臺灣省行政長官公署主導下改組為新的臺灣銀行[11][12]。
- 5月22日：臺灣銀行發行「臺幣兌換券」（舊臺幣）[11][12]。
- 5月30日：日本以敕令第287號正式廢除臺灣總督府這個政府機關[9]:272。

### 6月
- 6月15日：中華民國行政院正式核准臺灣銀行有在臺發行鈔券的能力[11]。
- 6月22日：中度颱風桃莉由宜蘭花蓮之間登陸[13]，東部災情慘重。

### 7月
- 1946年臺東重安霍亂事件
- 7月18日：布袋事件。因為當地防疫管制糾紛而引發警察開槍傷人[14]:235。

### 8月
- 8月5日：在臺北永樂國民學校舉行蔣渭水逝世十五周年紀念大會[7]

### 9月
- 臺南新營發生員警向群眾開槍的新營事件[15]。
- 9月2日：中度颱風葵瑞達侵襲全島[16]。

### 10月
- 10月10日：延平學院舉行創校典禮。[17]

### 11月
- 11月11日：臺中縣政府警察局發生警察武裝公然與法院衝突的員林事件[18]。

### 12月
- 12月5日：新化大地震[19]。

## 出生
参见： 1946年出生
- 1月2日——鄭國順：數學家，曾任國立中正大學校長、吳鳳技術學院（今吳鳳科技大學）校長。
- 1月12日——鄭余鎮：政治人物，是鄭建邦之子，曾任立法委員。2002年，因與王筱嬋赴美結婚，「天上掉下來的禮物」成為台灣社會的流行語。
- 1月18日——林建榮：政治人物、教師，曾任立法委員、宜蘭縣副縣長、宜蘭市市長。
- 2月1日——曾貴海：詩人、醫師、社會運動人士。
- 2月4日——簡又新：政治人物、航空工程學家，曾任中華民國總統府副秘書長、中華民國外交部部長、中華民國交通部部長、環境保護署署長。
- 2月10日——
  - 柯一正：演員、導演，是柯宇綸之父。
  - 蘇慶黎：政治運動人士，是蘇新之女。
- 3月9日——陳陽春：畫家。
- 3月12日——楊志良：政治人物、公共衛生學家，現任教於亞洲大學健康產業管理學系，曾任衛生署署長。
- 3月15日——徐仁修：作家、攝影師。
- 3月22日——陳列：作家、教師、政治人物，曾任國民大會代表。
- 3月30日——廖正豪：政治人物、法學家，曾任行政院副秘書長、中華民國法務部部長、調查局局長。
- 4月7日——鄭淑敏：企業家、政治人物，曾任文化建設委員會主任委員、中視董事長、《時報雜誌》發行人。
- 4月8日——林懋榮：政治人物、教師，曾任高雄縣副縣長、阿蓮鄉（今阿蓮區）鄉長。
- 4月21日——洪小喬：歌手，是邱復生前妻。
- 4月28日——魏哲和：電機工程學家，曾任國家科學委員會主任委員、國立交通大學副校長。
- 4月30日——倪敏然：相聲、演員、主持人，是「溫拿五鼠」成員之一，以綜藝節目《黃金拍檔》飾演諧星「七先生」一角而聞名。
- 5月1日——柯基良：政治人物、文化政策推行者，曾任文化建設委員會委員、國立傳統藝術中心籌備處主任、國光藝術戲劇學校校長、國光劇團團長。
- 5月13日——王曉民：學校管樂隊指揮。因1963年車禍而造成腦部重傷，成為當時台灣社會矚目的植物人。
- 5月14日——李復興：政治人物，曾任立法委員、高雄市議員、台灣肥料公司董事長。
- 5月18日——謝長廷：政治人物、律師。
- 6月19日——洪惟仁：語言學家、台語文學改革者。
- 7月10日——曾憲政：政治人物、化學工程師，曾任高雄市教育局局長、國立新竹師範學院（今國立新竹教育大學）校長。
- 7月11日——林蔚山：企業家，是林郭文艷之夫、林挺生長子，現任中華映管董事長，曾任大同公司董事長。
- 7月22日——蘇成田：政治人物、鐵路工程人員，曾任觀光局局長、東部海岸國家風景區管理處處長。
- 8月15日——范良銹：政治人物，曾任桃園縣副縣長、台北市捷運工程局局長、八八水災中央防災中心指揮官。
- 8月16日——林家祥：棒球教練。
- 8月24日——賴英照：政治人物、法學家，曾任行政院副院長、司法院院長、台灣省副省長、台灣省財政廳廳長、關政司司長、大法官。
- 8月26日——郭益全：農學家。
- 9月13日——蔡辰洲：企業家、政治人物，是蔡萬春之子，曾任立法委員、來來百貨董事長。
- 9月23日——黃昭輝：政治人物，曾任立法委員。
- 9月26日——陳進丁：政治人物，是陳秀寳之父，曾任立法委員。
- 10月1日——胡松榮：澎湖縣議員。
- 10月9日——康宗虎：政治人物，曾任台北市教育局局長、松山工農校長、大安高工校長。
- 10月18日——陳秋燕：演員、製作人。
- 10月24日——洪根深：畫家。
- 10月31日——陳益興：教師。
- 11月3日——
  - 游龍輝：漫畫家。
  - 江燦騰：歷史學家。
- 11月6日——
  - 戴勝通：企業家，是戴勝益之兄，為三勝製帽公司創辦人。
  - 鄭瑞城：政治人物，曾任中華民國教育部部長、國立政治大學校長。
- 11月10日——黃煌煇：水利工程學家，曾任海洋委員會主任委員、飛航安全調查委員會主任委員、國立成功大學校長。
- 11月18日——謝豐舟：婦產學家。
- 12月2日——林信義：政治人物，曾任行政院副院長、中華民國經濟部部長、經濟建設委員會主任委員。
- 12月6日——豬哥亮，原名謝新達，節目主持人、喜劇演員、歌手。以秀場主持《豬哥亮歌廳秀》轟動臺灣及東南亞。（2017年逝世）
- 12月13日——南方朔：作家、記者。
- 12月15日——湯金全：政治人物，曾任立法委員、高雄市副市長、高雄市議員。
- 12月18日——林樹枝：白色恐怖受難者。

## 逝世
- 11月27日——林熊徵，仕紳、實業家、政治人物。出身板橋林家，創辦華南銀行，曾任總督府評議員。（1888年出生）